# Тартуська обсерваторія
Обсерваторія Тарту (ест. Tartu Observatoorium) — найбільша астрономічна обсерваторія в Естонії, що була заснована 1810 року у місті Тарту, повіт Тартумаа. В 1964 році обсерваторія переїхала в селище Тиравере в 20-ти км на південний захід від міста Тарту. У різний час обсерваторія носила різні назви: «Дерптська обсерваторія» (1810–1893 роки), «Юр'ївська обсерваторія» (1893–1919 роки), «Тартуська астрономічна обсерваторія» (1919–1964 роки), «Тартуська астрофізична обсерваторія ім. В. Я. Струве АН Естонської РСР»(1964–1995 роки) і «Обсерваторія Тарту»(з 1995 року).

## Історія
Будівництво обсерваторії було завершене під керівництвом Йоганна Гута, який працював тут в 1811—1818 роках.
В 1813 році знаменитий згодом Василь Струве став спостерігачем в обсерваторії й одночасно екстраординарним професором астрономії.

## Основні досягнення
- Участь у створенні Дуги Струве
- Каталог із 3000 подвійних і кратних зір за спостереженнями Струве протягом 1827–1837 років
- Перше достовірне визначення паралаксу зірки Вега (1837)
- SN 1885A — перша і єдина наднова, що спостерігалася в галактиці Андромеди (1885 рік)
- Участь в обробці даних зі супутника IUE (International Ultraviolet Explorer)

## Напрями досліджень
- Геодезія
- Подвійні та кратні зорі
- Метеорна астрономія
- Астрофізика
- Космологія
- Зоряна астрономія
- Фізика земної атмосфери

## Цікаві факти
- На честь обсерваторій (старої та нової) названо астероїд 13995 Тиравере.